# Lothar von Metternich

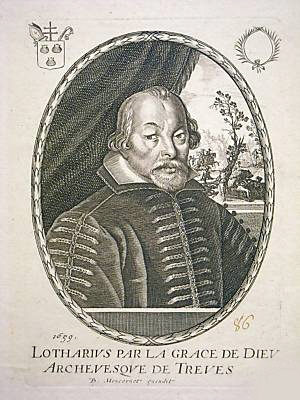
Lothar von Metternich (Kupferstich von Balthasar Moncornet, 1659)

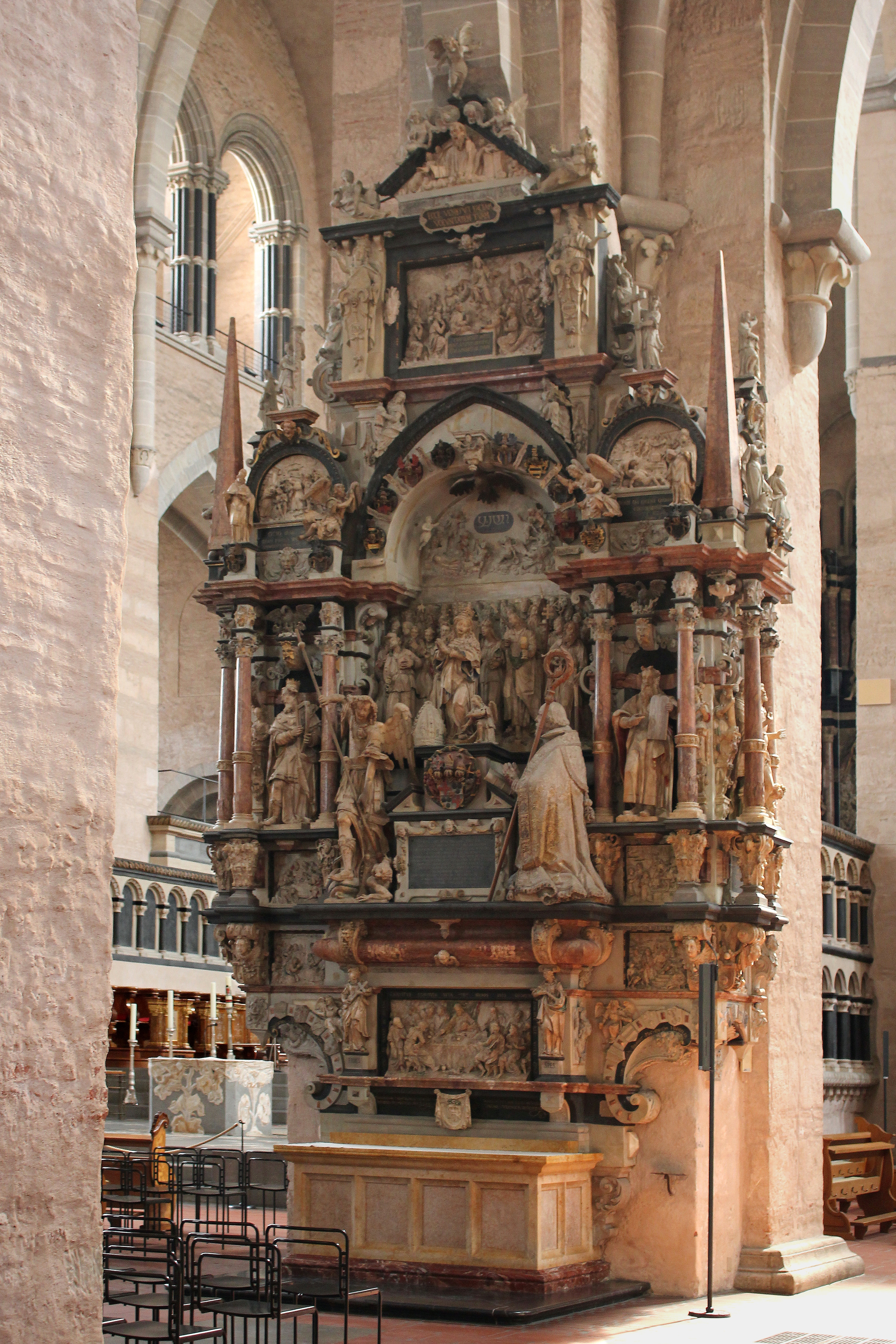
Allerheiligenaltar – Grabaltar Lothar von Metternichs im Trierer Dom

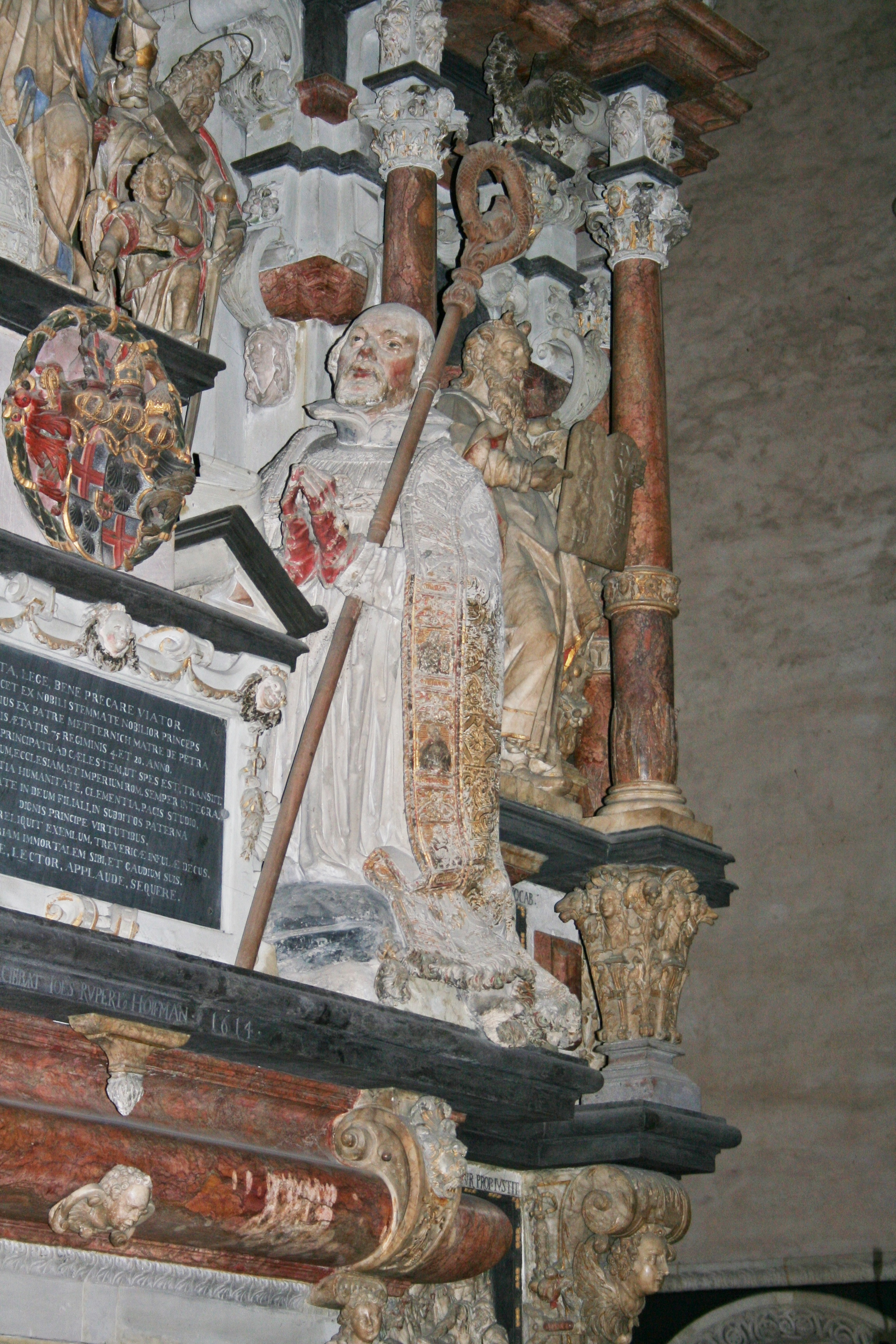
Lothar von Metternich auf seinem Grabaltar

Lothar von Metternich (* 31. August 1551 auf Burg Vettelhoven in Grafschaft; † 17. September 1623 in Koblenz) war von 1599 bis 1623 Kurfürst und Erzbischof von Trier.

## Familie
Lothar von Metternichs Eltern waren Johann (Hans) von Metternich (1500–1562), Herr zu Vettelhoven und Amtmann von Saffenberg, und dessen vierte Ehefrau, Katharina von der Leyen zu Adendorf (1528–1567), aus dem Haus von der Leyen. Er hatte eine ältere Schwester, Anna Katharina von Metternich (1548–1572), die mit Johann Ludwig Hausmann von Namedy verheiratet war, und einen jüngeren Bruder, Johann Dietrich von Metternich (1553–1625). Sein Halbbruder Bernhard von Metternich aus der zweiten Ehe seines Vaters mit Katharina von Deinsberg übernahm 1566 das väterliche Erbe, gefolgt von Lothars Stiefbruder Dam Quad von Landskron, dem ältesten Sohn aus Katharinas erster Ehe mit Hermann Quad von Landskron. Über seine Mutter war Lothar von Metternich ein Neffe des Trierer Erzbischofs und Kurfürsten Johann VI. von der Leyen, seines dritten Vorgängers im späteren Amt des Erzbischofs. Er war der Urururgroßonkel von Fürst Klemens Wenzel Lothar von Metternich-Winneburg.

## Biografie
Durch die Jesuiten wurde der sprachbegabte Mann erstklassig und umfassend ausgebildet, woran sich Studien an den Universitäten in Köln von 1567 bis 1577, in Perugia von 1577 bis 1579 und in Padua von 1579 bis 1581 sowie Bildungsreisen nach Italien und Frankreich anschlossen. Er sprach fließend Flämisch, Französisch, Italienisch und Latein. 1570 wurde er Anwärter auf das Kanonikat (Domizellar), 1575 Domkapitular und 1590 Domscholaster des Trierer Doms. Im April 1599 ernannte ihn der amtierende Erzbischof Johann von Schönenberg zu seinem Koadjutor. Nach dessen Tod am 1. Mai wählte ihn das Trierer Domkapitel am 7. Juni 1599 zum neuen Erzbischof, die Priesterweihe erteilte ihm am 13. Juni 1599 der päpstliche Nuntius im Probationshaus der Jesuiten in Trier. Die Konsekration zum Bischof fand am 30. Juli 1599 in der Kirche St. Florin in Koblenz statt. Seine weltlichen Insignien (die Regalien) wurden ihm 1600 durch Kaiser Rudolf II. verliehen, wodurch er damit auch Oberhaupt der weltlichen Herrschaft des Kurstaates Trier wurde.
Seine vordringlichste Maßnahme war die finanzielle Konsolidierung des wirtschaftlich und finanziell geschwächten Landes durch verschiedene neue Steuern und eine erhöhte Münzprägung. Wegen des teuren Beitritts 1610 zur Liga und wiederholten kostspieligen militärischen Einsätzen (wie zum Beispiel der Steuerstreit mit der Abtei St. Maximin und Luxemburg 1601), des Ausbaus der Festung Ehrenbreitstein seit 1600 und der Stadtbefestigung von Koblenz 1611 blieben seine Sanierungsmaßnahmen ohne Erfolg. Er engagierte sich intensiv in der Reichspolitik, fehlte bei kaum einer wichtigen Reichsversammlung, nahm an den Kaiserwahlen von Matthias 1612 sowie Ferdinand II. 1619 teil und schlichtete den Streit zwischen Union und Liga. In seine Amtszeit fällt der Beginn des verheerenden Dreißigjährigen Krieges.
Als oberster Seelsorger und kirchliches Oberhaupt setzte er die kirchliche Reform seiner Vorgänger fort, indem er vor allem die Priesteraus- und -fortbildung förderte und an Seelsorge, Volksmission, Katechismusunterricht und allgemeinen Schulunterricht verstärkt Jesuiten, Kapuziner, Franziskaner und aus England vertriebene Lehrschwestern, die sogenannten Englischen Fräulein, beteiligte. Weiterhin setzte er sich intensiv dafür ein, den genannten Glaubenskongregationen angemessene Unterkünfte zu verschaffen, wie zum Beispiel das neue Kollegiengebäude der Jesuiten, das von 1611 bis 1614 neben der Trierer Jesuitenkirche errichtet wurde. Er begann den Ausbau des Kurfürstlichen Palais in Trier zur vierflügeligen Renaissanceanlage, wozu er ab 1614 auch Teile der Konstantinbasilika abreißen ließ.
Lothar von Metternich war ein hochintelligenter und belesener Mann einfacher Lebensart, mit freundlichen Umgangsformen und hoher, strengster Sittlichkeit, was Papst Paul V. veranlasst haben soll, ihn als das Muster eines Bischofs (lateinisch „exemplum espiscopi“) zu bezeichnen. Nach langem Siechtum starb er am 17. September 1623 und wurde wunschgemäß im südlichen Seitenschiff des Trierer Doms beim Allerheiligenaltar beigesetzt, den er sich bereits 1614 als Grabaltar von dem Bildhauermeister Hans Ruprecht Hoffmann dem Älteren hatte errichten lassen. Ebenso stiftete er 1600 den Kreuztragungsaltar der Heimersheimer Pfarrkirche St. Mauritius im Andenken an seine Eltern.